# Attaque de Tin-Ediar
Insurrection djihadiste au Burkina Faso
Batailles
- Samorogouan
- Intangom
- Nassoumbou
- Ariel
- 1re Inata
- Loroni
- Gorom-Gorom
- Koutougou
- Arbinda
- Hallalé
- Markoye
- Dounkoun
- Boukouma
- 2e Inata
- Titao
- Opération Laabingol
- Namissiguima
- Madjoari
- Bourzanga
- Seytenga
- Gaskindé
- Tin-Ediar
- Tin-Akoff
- Aoréma
- Ougarou
- Namsiguia
- Noaka
- Koumbri
- Djibo
- Tawori
- Mansila
- Nassougou

Massacres
- Yirgou
- Solhan
- Karma
- Komsilga, Nodin et Soroe
- Bibgou et Soualimou
- Barsalogho

Attentats
- 1er Ouagadougou
- 2e Ouagadougou
- 3e Ouagadougou

L'attaque de Tin-Ediar, ou attaque de Déou, a lieu le 17 février 2023 lors de l'insurrection djihadiste au Burkina Faso.

## Déroulement
Le 17 février 2023, une colonne de l'armée burkinabè tombe dans une embuscade à Tin-Ediar, entre Déou et Oursi,,. Les militaires de cette colonne venaient d'être relevés après plusieurs mois sur le front et regagnaient leur garnison d’origine, à Dori. D'intenses combats opposent alors les militaires burkinabè aux djihadistes,. 
Selon le journaliste Wassim Nasr, l'État islamique dans le Grand Sahara est probablement responsable de l'attaque,. Si le Groupe de soutien à l'islam et aux musulmans demeure le groupe djihadiste le mieux implanté au Burkina Faso, l'État islamique conserve une présence dans l'est des provinces d'Oudalan, Séno et Yagha. L'État islamique revendique effectivement l'attaque le 24 février.

## Pertes
Le 20 février, l'armée burkinabè annonce un bilan d'au moins 51 morts dans ses rangs,,. Selon RFI, le bilan pourrait être plus lourds car plusieurs dizaines de soldats sont portés manquants. Libération indique pour sa part que des sources sécuritaires avancent la mort d'au moins 70 hommes.
L'armée burkinabè affirme également qu'une « riposte », lancée notamment avec des « actions aériennes » a permis de neutraliser 160 terroristes. Un bilan que l'État islamique dément dans un hebdomadaire Al Naba, publié le 16 mars.
De son côté, l'État islamique diffuse des images du combat : 54 dépouilles de militaires sont visibles et cinq militaires sont faits prisonniers.
Il s'agit alors de l'attaque la plus meurtrière contre l'armée burkinabè depuis l'attaque d'Inata, en novembre 2021.